# 三つ峠駅
三つ峠駅（みつとうげえき）は、山梨県南都留郡西桂町小沼にある、富士山麓電気鉄道富士急行線の駅である。駅番号はFJ11。
西桂町唯一の駅であり、三ツ峠山への登山口となっている。

## 歴史
- 1929年（昭和4年）6月19日：富士山麓電気鉄道の小沼駅として開業。
- 1943年（昭和18年）9月20日：三つ峠駅に改称。
- 1960年（昭和35年）5月30日：社名変更により富士急行の駅となる。
- 1971年（昭和46年）9月16日：委託化。
- 2015年（平成27年）3月14日：ICカード「Suica」の利用が可能となる[1]。
- 2022年（令和4年）4月1日：富士急行の鉄道事業分割に伴い、富士山麓電気鉄道の駅となる[2]。
- 2024年（令和6年）5月1日：駅舎リニューアル[3]。

## 駅構造
島式ホーム1面2線を有する地上駅で、上下列車の行き違いが行われることがある。線路はほぼ北東から南西へ走り、駅舎は線路の南東側にある。当駅はそのほかに側線を1本持ち、これは駅の東桂方から南側に分岐して本線に並行に寿方にのび、駅舎の脇で途切れている。ホームの上には締め切り可能な待合所が設けられている。
のりばは駅舎に近いほうから1番線、2番線である。ホームの寿方の端は緩やかな斜面になっており、その端から、河口湖方面の線路を越えて駅舎まで、遮断機・警報機つきの構内踏切がある。
かつては直営駅であったが1971年（昭和46年）から業務委託駅となった。簡易Suica改札機設置駅。
駅舎は1929年（昭和4年）の鉄道開業時から使われてきたが、一部は建て替えられ、2024年（令和6年）5月にリニューアルオープンした。駅舎のリニューアル計画は西桂町と連携して実施され、西桂町役場庁舎建替工事に伴って移転することになったコミュニティー施設を駅舎内に置くことになった。新駅舎のデザインは東京造形大学でデザインコンペを開催して決定された。
駅舎の屋根の風見鶏がシンボルになっており、テレビドラマやCM、アニメの舞台にもなっている。
漫画・テレビアニメ『ヤマノススメ』内では三つ峠登山をした際に利用しており、2014年8月8日から同年12月28日までの間、記念撮影用のフォトスポットが設置された。また、テレビドラマ『湯けむりスナイパー』第6話でも駅舎が使用された。

### のりば
| 番線 | 路線        | 方向 | 行先                                 |
| ---- | ----------- | ---- | ------------------------------------ |
| 1・2 | ■富士急行線 | 下り | 富士山・富士急ハイランド・河口湖方面 |
| 1・2 | ■富士急行線 | 上り | 大月・東京・甲府方面                 |

- 1番線を主本線とした一線スルーとなっているため、通常は両方向とも1番線を使用する。
- 停車列車同士で行違いを行う場合は上り列車が2番線に入線するが、一部は逆に下り列車が2番線となる場合もある。
- JR直通普通電車については、ホーム有効長を考慮して、行違い有無にかかわらず2番線へ入線する。

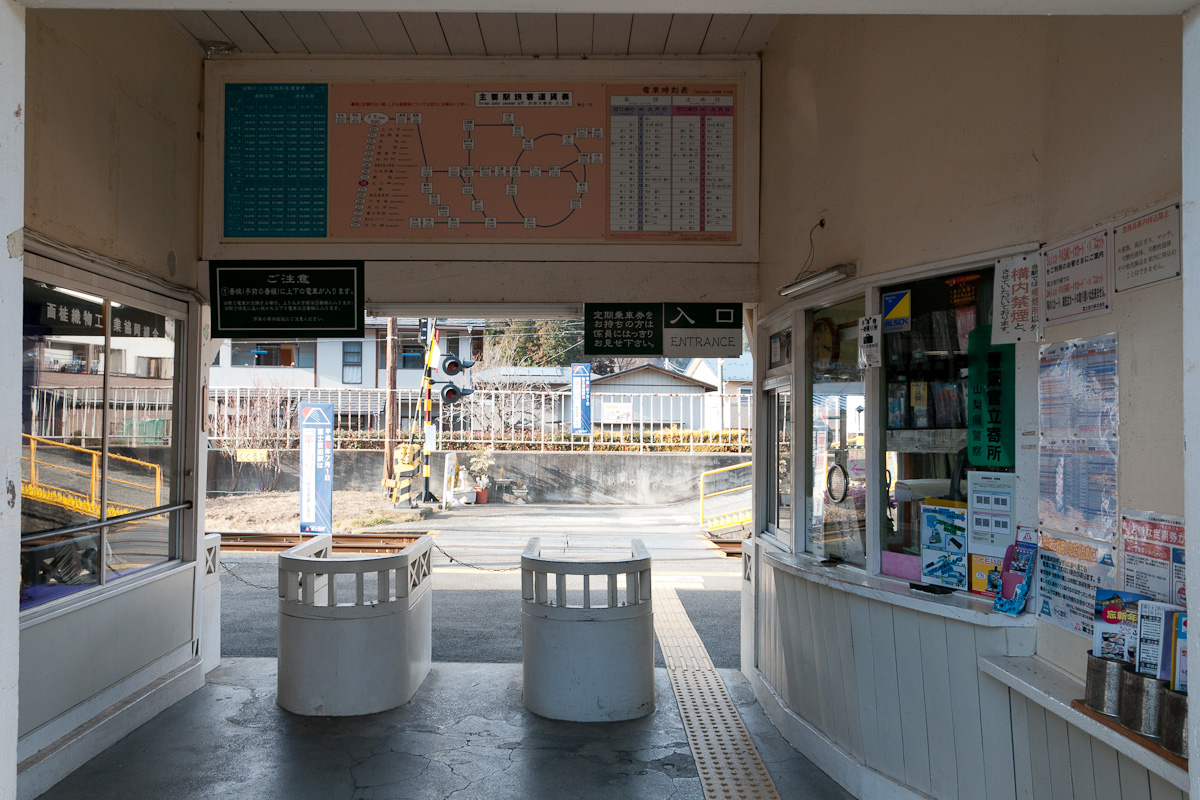
改札口（2011年1月）
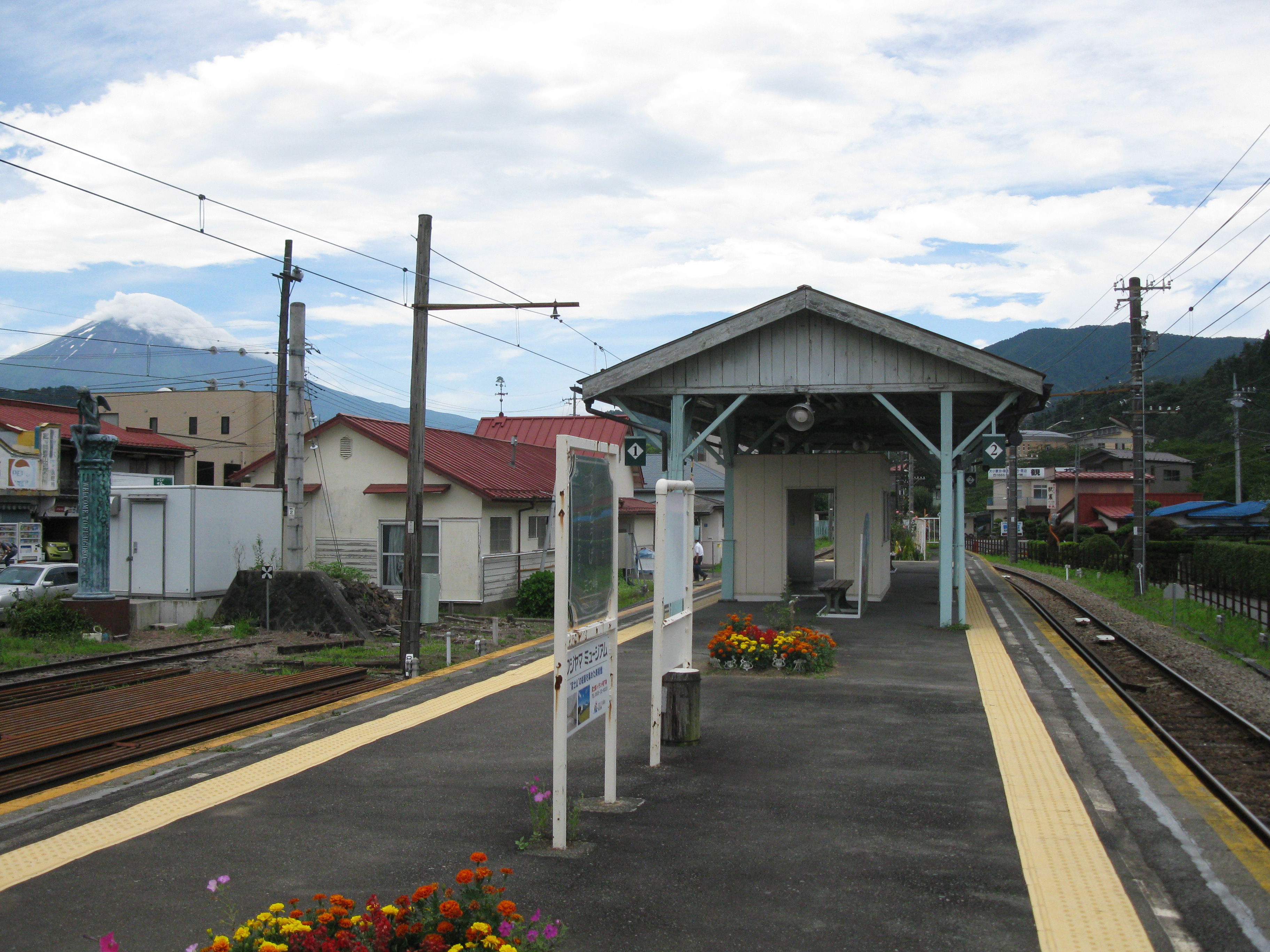
ホーム（2009年7月）
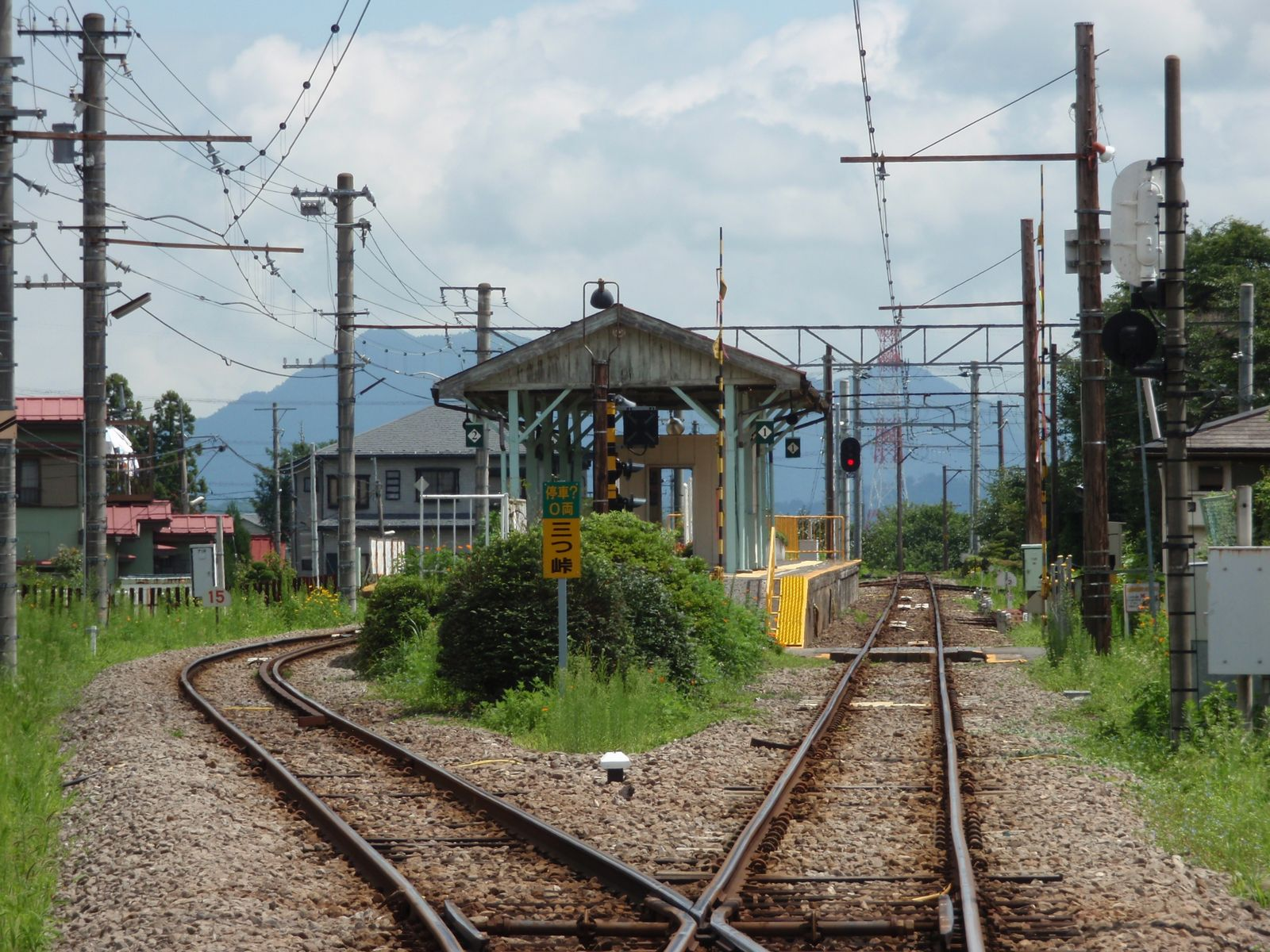
駅構内（2009年8月）

## 利用状況
2013年度（平成25年度）の1日平均乗降人員は519人である。

## 駅周辺
西桂町の中心部であり、町役場が南東に100メートル以内の場所にある。駅名の通り三ツ峠山（標高1786メートル）への登山口であり、駅前にはみやげ物の店や食堂などもある。三ツ峠山の山頂へは当駅から西へおよそ7キロメートルほどの距離である。
- 西桂町役場
- 小沼郵便局
- 富士見散策路
- 三ツ峠グリーンセンター
- 山梨中央銀行小沼支店
- 国道139号
- 中央自動車道
  - 西桂バスストップ

## 隣の駅
富士山麓電気鉄道
■富士急行線
東桂駅 (FJ10) - 三つ峠駅 (FJ11) - 寿駅 (FJ12)